# Nachal Nachat
Nachal Nachat (hebrejsky: נחל נחת) je vádí v Horní Galileji, v severním Izraeli.
Začíná v nadmořské výšce okolo 400 metrů, nedaleko západního okraje vesnice Micpe Hila. Směřuje pak rychle se zahlubujícím údolím se zalesněnými svahy k západu, nedaleko od paralelně probíhajícího vádí Nachal Kaziv s křižáckým hradem Montfort. Nedaleko jihovýchodního okraje vesnice Manot ústí zprava do vádí Nachal Ša'al.